# Jules-Marie Heymans
Zuster Jules-Marie Heymans (Gent, 3 juli 1897 – Lovenjoel, 31 maart 1986) was een Belgische verpleegkundige, lector en een van de oprichters van Het Verbond der Verplegingsinstellingen. Ze zette zich in voor de professionalisering van de verpleegkunde en het statuut van verpleegkundigen.
Heymans werd op 3 juli 1897 geboren Marie-Bertha (roepnaam Bertha) Heymans, als dochter van Marie-Henriette Henning en Jean-François Heymans, hoogleraar farmacologie en rector van de Universiteit van Gent. Haar broers waren Corneille Heymans, Nobelprijswinnaar in de fysiologie en geneeskunde in 1938, en Paul Heymans, oud-minister en voorzitter van de Nationale Maatschappij voor Krediet aan de Nijverheid. Zuster Jules-Marie Heymans overleed in 1986 te Lovenjoel.

## Opleiding
Heymans studeerde in 1917 af als verpleegkundige. Gestimuleerd door haar vader vatte zij daarna de studies geneeskunde aan aan de toenmalige Rijksuniversiteit Gent. In 1923 legde ze de kloostergeloften af bij de Congregatie van de Zusters van Liefde in Leuven en zette zij haar studies geneeskunde verder aan de Katholieke Universiteit Leuven. In 1926 hoorde zij, samen met nog twee jaargenotes, bij de eerste vrouwelijke dokters afgestudeerd aan de Katholieke Universiteit Leuven.

## Loopbaan
De Zusters van Liefde van Gent besloten om hun eigen ziekenhuis te bouwen. Door de vooruitgang van de geneeskunde tijdens en kort na de Eerste Wereldoorlog volstond het 19de-eeuwse hospice in de Molenaarsstraat immers niet meer. In 1929 werd Zuster Heymans door de kloostergemeenschap aangeduid als eerste directrice van de Sint-Vincentiuskliniek en van de daarbij horende school voor verpleegkunde.
In 1938 werd het katholieke Verbond der Verplegingsinstellingen (vandaag Zorgnet Vlaanderen) opgericht. De bisschoppen gaven de leiding aan twee voorzitters, de hoogleraren René Appelmans en Joseph Maisin, bijgestaan door Zuster Jules Marie Heymans van de Zusters van Liefde en Zuster Leonce (later Zuster Jean-Marie) van de Gasthuiszusters-Augstinessen. Het secretariaat werd gevestigd bij de Zusters van Liefde in Leuven.  
In 1939 richtte Heymans de Universitaire Normaalschool voor Verpleegsters op bij de KU Leuven. In de lijn van Florence Nightingale’s pleidooi voor een wetenschappelijke opleiding, leidde deze school, in samenwerking met de Leuvense universiteit, docenten verpleging en verpleegsters op voor leidinggevende functies in ziekenhuizen. Dit instituut werd in de volksmond "school van zuster Jules-Marie" genoemd. In 1957 werd de school deel van het nieuw opgerichte Centrum voor Ziekenhuiswetenschappen en hernoemd als Hogere School voor de Administratie der Gezondheidszorg en de Opleiding in de Verpleegkunde. Gegradueerde verpleegkundigen konden er de licentie "medisch-sociale wetenschappen" krijgen. Als voortrekker van deze ontwikkeling werd zuster Jules-Marie lector in dit centrum. 
Tijdens de Tweede Wereldoorlog werkte Zuster Heymans voor Winterhulp, een hulpverlenende organisatie tijdens de Tweede Wereldoorlog in België, waarvan haar broer Paul voorzitter was.
Bij het Verbond der Verplegingsinstellingen zette Heymans zich in voor betere opleidingen en een beter loon voor verpleegkundigen. Daarnaast vervulde zij tal van functies in raden en commissies binnen de gezondheidszorg in België. In 1967 ging ze op 70-jarige leeftijd met emeritaat.
Op 25 mei 2024 werd in Leuven een straat naar haar genoemd en een herdenkingsplaat onthuld aan de hogere verpleegstersschool die ze mee oprichtte. 

## Prijs Zeer Eerwaarde Zuster Jules-Marie Heymans
De Prijs Zeer Eerwaarde Zuster Jules-Marie Heymans wordt sinds 1964 om de twee jaar uitgereikt aan een katholieke Belgische verpleegkundige die zich speciaal heeft onderscheiden op het vlak van de verpleegkunde.